# Coppa del Mondo T20 maschile di cricket
La Coppa del Mondo T20 maschile di cricket (in inglese ICC Men's T20 World Cup, fino al 2019 nota come ICC World Twenty20) è una manifestazione sportiva internazionale di cricket organizzata dall'International Cricket Council (ICC).

## Descrizione
Il torneo è una versione "ridotta" della Coppa del Mondo di cricket e viene giocato con le regole del Limited Overs cricket denominato Twenty20. Al torneo partecipano, come nella Coppa del Mondo, i dieci full members dell'ICC più sei squadre qualificate. A partire dal 2024 la partecipazione sarà allargata a 20 squadre. Il torneo ha cadenza biennale, con le eccezioni delle edizioni 2009-2010 e 2016-2020.

## Storia
La prima edizione si è tenuta nel 2007 in Sudafrica ed è stata vinta dalla selezione indiana. L'Inghilterra è l'attuale detentrice del titolo, conquistato nel 2022 in Australia.

## Albo d'oro
| Edizione | Anno          | Organizzatore                     | Luogo della finale                        | Finale                               | Finale                                       | Finale                             | Squadre |
| Edizione | Anno          | Organizzatore                     | Luogo della finale                        | Vincitore                            | Risultato                                    | Finalista                          | Squadre |
| -------- | ------------- | --------------------------------- | ----------------------------------------- | ------------------------------------ | -------------------------------------------- | ---------------------------------- | ------- |
| 1        | 2007 Dettagli | Sudafrica                         | Wanderers Stadium Johannesburg            | India 157/5 (20 overs)               | India vince di 5 runs Referto                | Pakistan 152/all out (19.3 overs)  | 12      |
| 2        | 2009 Dettagli | Inghilterra                       | Lord's Cricket Ground Londra              | Pakistan 139/2 (18.4 overs)          | Pakistan vince di 8 wickets Referto          | Sri Lanka 138/6 (20 overs)         | 12      |
| 3        | 2010 Dettagli | Indie Occidentali                 | Kensington Oval Bridgetown, Barbados      | Inghilterra 148/3 (17 overs)         | Inghilterra vince di 7 wickets Referto       | Australia 147/6 (20 overs)         | 12      |
| 4        | 2012 Dettagli | Sri Lanka                         | R. Premadasa Stadium Colombo              | Indie Occidentali 137/6 (20 overs)   | Indie Occidentali vince di 36 runs Referto   | Sri Lanka 101 all out (18.4 overs) | 12      |
| 5        | 2014 Dettagli | Bangladesh                        | Sher-e-Bangla NCS Dacca                   | Sri Lanka 134/4 (17.5 overs)         | Sri Lanka vince di 6 wickets Referto         | India 130/6 (20 overs)             | 16      |
| 6        | 2016 Dettagli | India                             | Eden Gardens Calcutta                     | Indie Occidentali 161/6 (19.4 overs) | Indie Occidentali vince di 4 wickets Referto | Inghilterra 155/9 (20 overs)       | 16      |
| 7        | 2021 Dettagli | / Emirati Arabi Uniti / Oman      | Dubai International Cricket Stadium Dubai | Australia 173/2 (20 overs)           | Australia vince di 8 wickets Referto         | Nuova Zelanda 172/4 (18.5 overs)   | 16      |
| 8        | 2022 Dettagli | Australia                         | Melbourne Cricket Ground Melbourne        | Inghilterra 138/5 (19 overs)         | Inghilterra vince di 5 wickets Referto       | Pakistan 137/8 (20 overs)          | 16      |
| 9        | 2024 Dettagli | / Stati Uniti / Indie Occidentali | Kensington Oval Bridgetown                | India 176/7 (20 overs)               | India vince di 7 runs Referto                | Sudafrica 169/8 (20 overs)         | 20      |
| 10       | 2026 Dettagli | / India / Sri Lanka               |                                           |                                      |                                              |                                    | 20      |
| 11       | 2028 Dettagli | / Australia / Nuova Zelanda       |                                           |                                      |                                              |                                    | 20      |
| 12       | 2030 Dettagli | / Inghilterra / Irlanda / Scozia  |                                           |                                      |                                              |                                    | 20      |